# Struhy (Vlastec)
Struhy jsou osada, část obce Vlastec v okrese Písek v Jihočeském kraji. Nachází se asi dva kilometry východně od Vlastce. Struhy leží v katastrálním území Vlastec o výměře 7,5 km².

## Historie
Při sčítání lidu v letech 1964–1990 Struhy byly částí obce Oslov v okrese Písek. Od 24. listopadu 1990 jsou částí obce Vlastec v okrese Písek.

## Obyvatelstvo
| Rok            | 1869 | 1880 | 1890 | 1900 | 1910 | 1921 | 1930 | 1950 | 1961 | 1970 | 1980 | 1991 | 2001 | 2011 | 2021 |
| -------------- | ---- | ---- | ---- | ---- | ---- | ---- | ---- | ---- | ---- | ---- | ---- | ---- | ---- | ---- | ---- |
| Počet obyvatel | 0    | 0    | 67   | 130  | 96   | 0    | 89   | 0    | 61   | 54   | 32   | 15   | 11   | 8    | 18   |
| Počet domů     | 0    | 0    | 10   | 15   | 18   | 19   | 20   | 0    | 17   | 17   | 13   | 17   | 22   | 24   | 24   |

## Pamětihodnosti
- Kaple v osadě se nachází na návsi. Je zasvěcená svatému Janu Křtiteli a je z konce 19. století.[7]

## Galerie

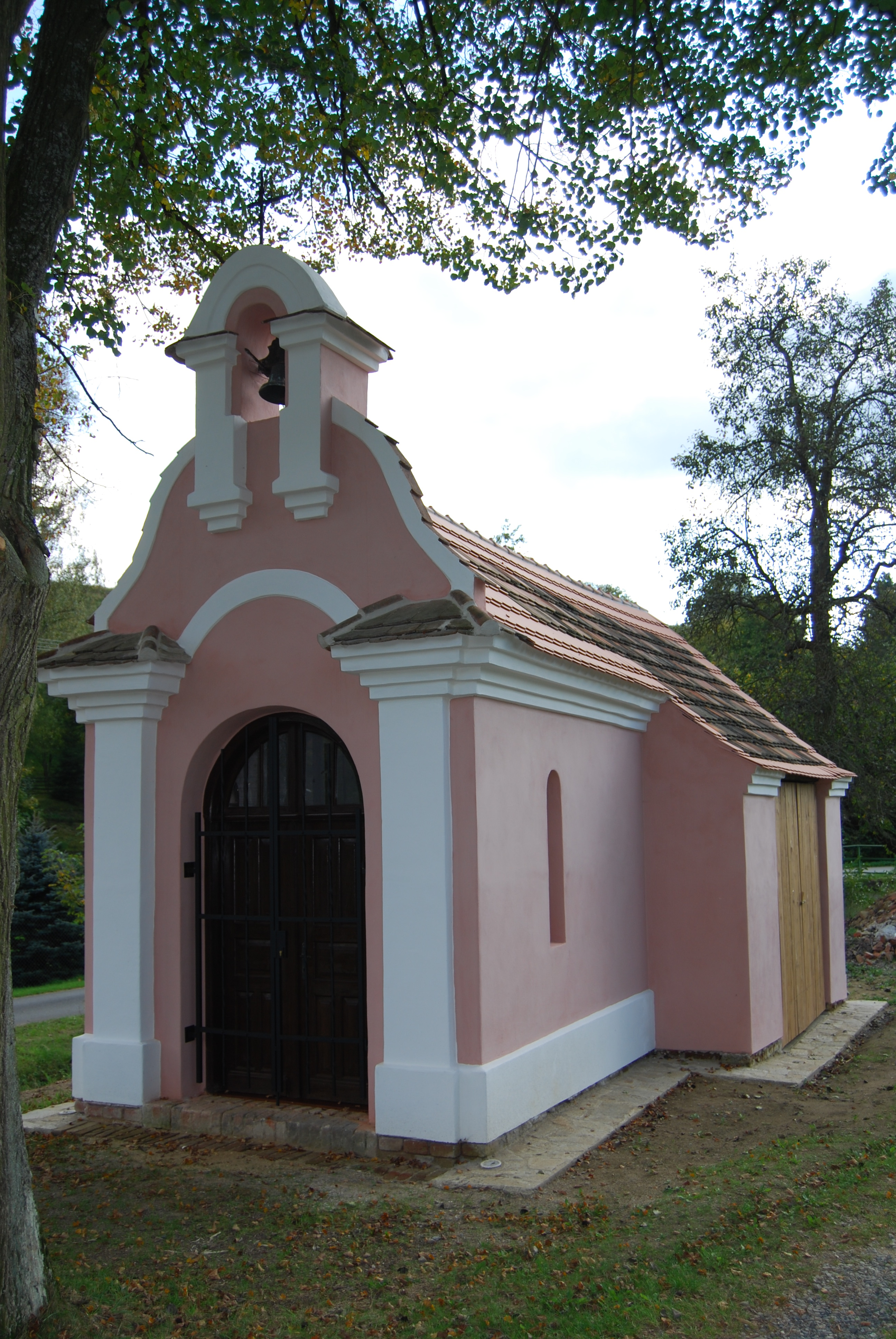
Návesní kaple
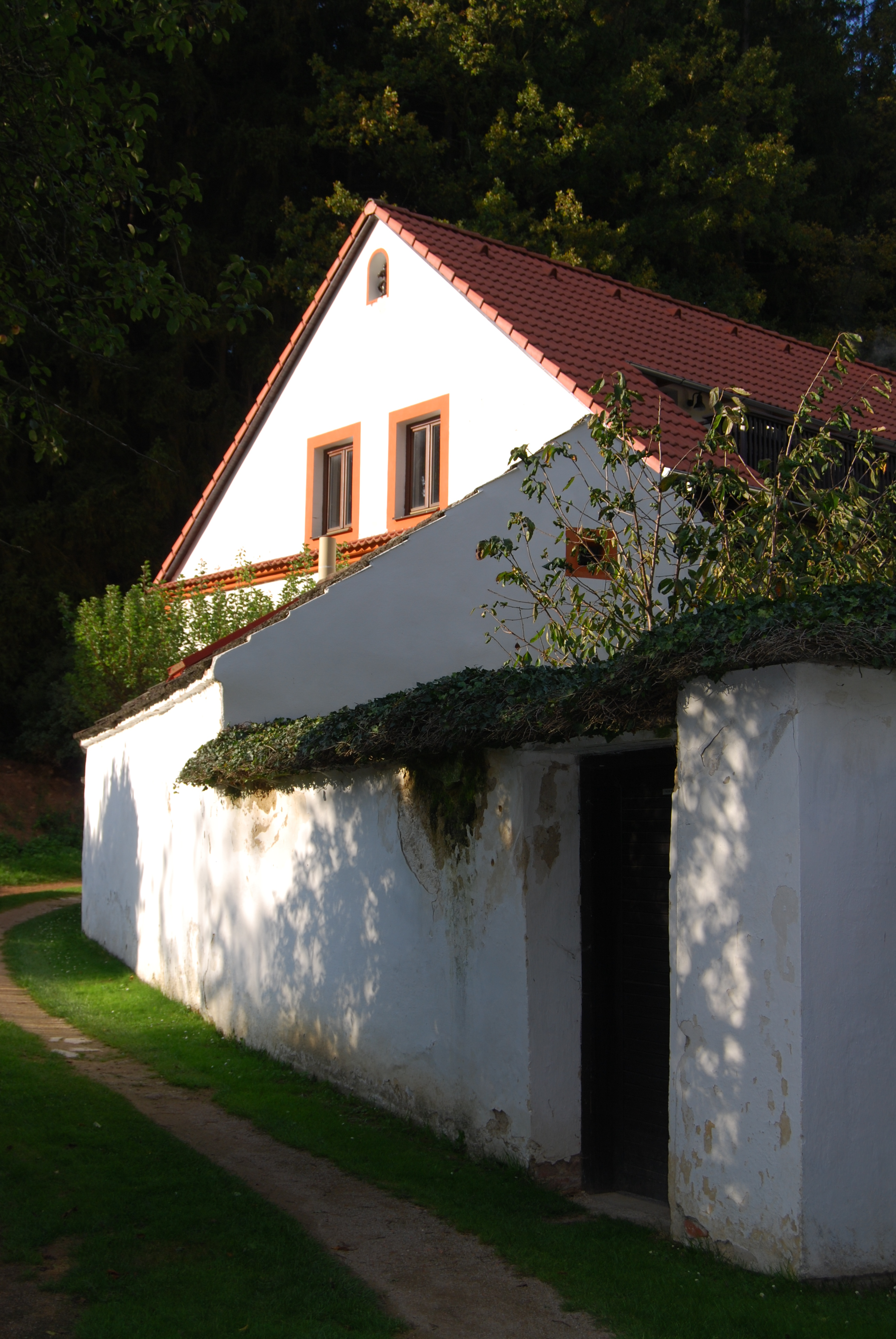
Stavení v osadě
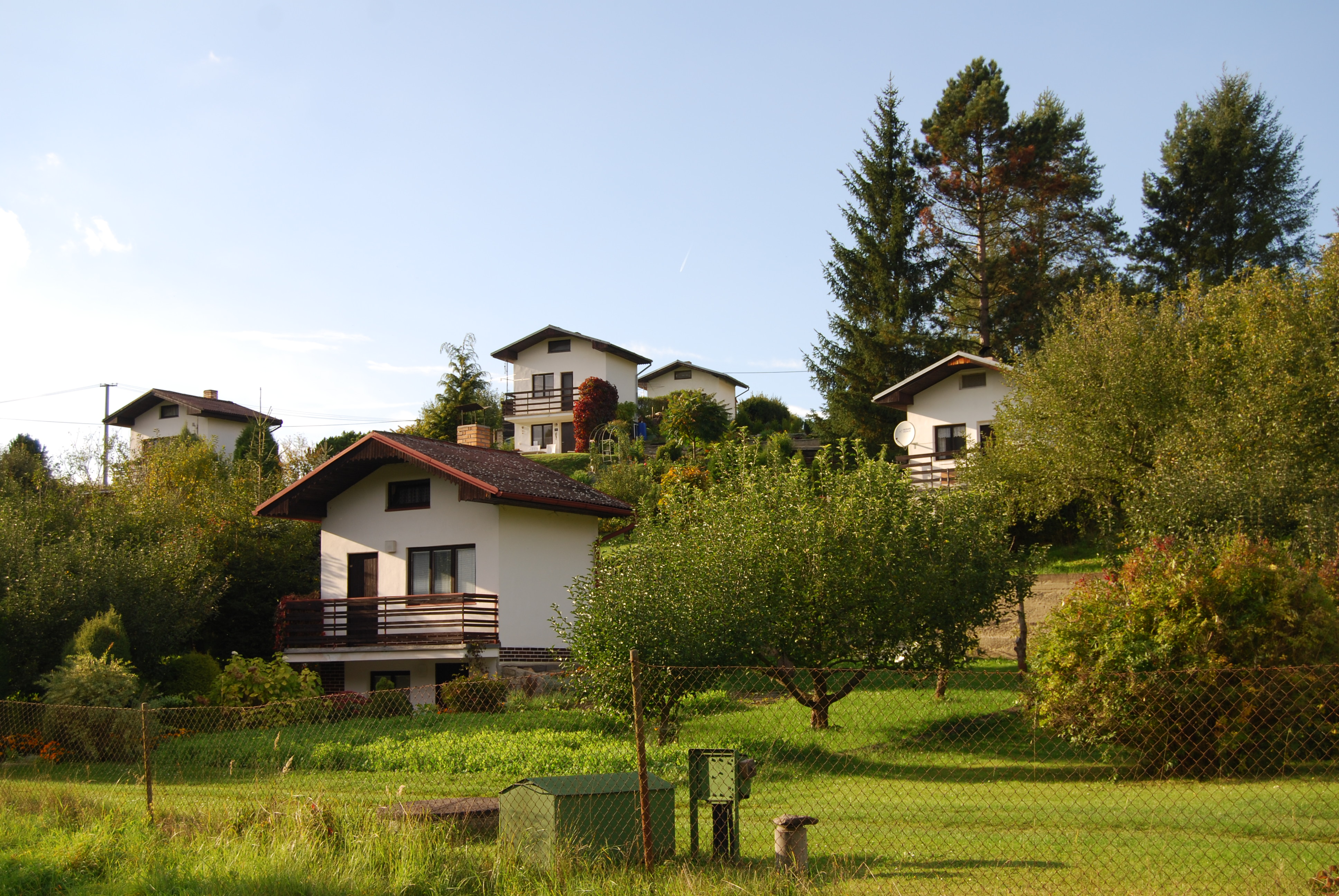
Chatová oblast